# Centralhotellet (København)
Centralhotellet eller Central Hotel var et hotel på Rådhuspladsen 16/Vesterbrogade 2A i København. I hotellet lå i stueetagen Café Paraplyen, som bygningen også blev kendt som.
Hotellet blev opført i fire etager på hjørnegrunden ved de daværende Halmtorv 1873-74 efter tegninger af Vilhelm Klein, der også tegnede nabohuset nr. 14 og senere Tegne- og Kunstindustriskolen for Kvinder i nr. 10. Hjørnet var skråt afskåret, og bygningens facade var rigt dekoreret med stuk i cement.
I 1901 blev forløberen for søjlen med Lurblæserne sat op foran hotellets indgang. Det var en træsøjle med en statue af en enkelt lurblæser udført af Anders Bundgaard. Søjlen var tegnet af Martin Nyrop, som forestillede sig to søjler flankere indkørslen til Rådhuspladsen fra Vesterbrogade. Ideen kom fra Lorenz Frølich ca. 1890, men først i 1911 blev Lurblæserne opstillet andetsteds på pladsen og udført af andre kunstnere.
I 1904 skete der et mord på hotellet, idet journalisten Gustav Esmann den 4. september blev myrdet af sin elskerinde Karen Elisabeth Hammerich, som skød ham med en revolver og derefter sig selv. Hun døde dagen efter.
Centralhotellet blev revet ned i 1934 og afløst af Richshuset.